# 보국훈장 (베트남 공화국)
보국훈장(베트남어: Bảo quốc Huân chương)은 베트남국과 베트남 공화국의 가장 높은 계급의 훈장이다.

## 같이 보기
- 레지옹 도뇌르 훈장